# Athamanta
Athamanta is de botanische naam van een geslacht van kruidachtige planten uit de schermbloemenfamilie (Umbelliferae oftewel Apiaceae).
De botanische naam Athamanta is waarschijnlijk afgeleid van de berg Athamas in Sicilië, waar sommige soorten worden aangetroffen.
In België en Nederland komt het geslacht niet in het wild voor. Soorten komen voor op de Canarische Eilanden, in het Middellandse Zeegebied en in Centraal-Europa.

## Soorten
- Athamanta aurea (Vis.) Neilr.
- Athamanta cervariifolia (DC.) DC.
- Athamanta cortiana Ferrarini
- Athamanta cretensis L.
- Athamanta densa Boiss. & Orph.
- Athamanta hispanica Degen ex Hervier
- Athamanta macedonica (L.) Spreng.
- Athamanta montana (Webb ex Christ) Spalik & Wojew. & S.R.Downie
- Athamanta sicula L.
- Athamanta turbith (L.) Brot.
- Athamanta vayredana (Font Quer) C.Pardo
- Athamanta vestita A.Kern.

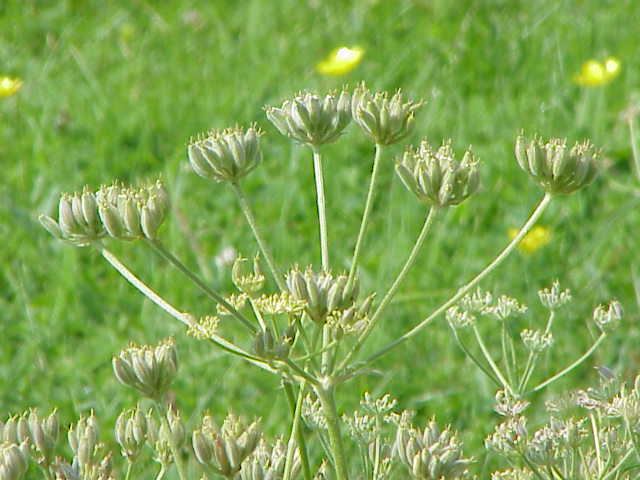
Athamanta cretensis
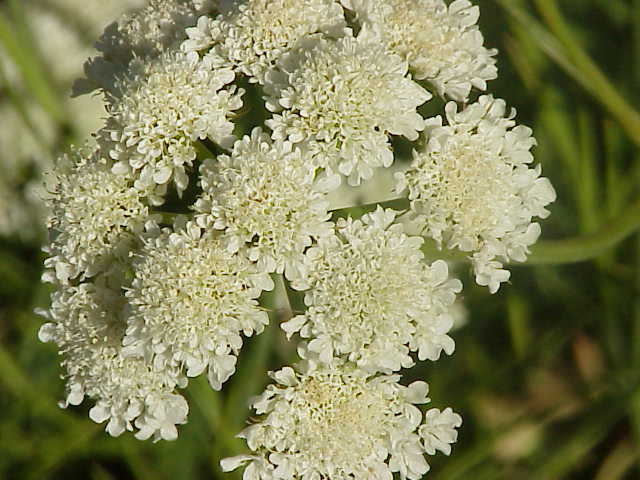
Athamantha haynaldii